# (11948) Justinehénin
Pour les articles homonymes, voir Henin.
(11948) Justinehénin est un astéroïde de la ceinture principale découvert le 18 août 1993 à Caussols par l'astronome belge Éric Elst. Sa désignation provisoire était 1993 QQ4.
Il porte le nom de la joueuse de tennis Justine Henin. Le Centre des planètes mineures a ajouté par erreur un accent sur le nom, qui est maintenant officiel.